# 7 tháng 9
Ngày 7 tháng 9 là ngày thứ 250 (251 trong năm nhuận) trong lịch Gregory. Còn 115 ngày trong năm.

## Sự kiện
- 1442 – Vụ án Lệ Chi Viên: Lê Thái Tông mất tại Bắc Ninh, sau đó Nguyễn Trãi và gia đình bị án tru di tam tộc vì tội thí quân (4 tháng 8 năm Nhâm Tuất).
- 1191 – Cuộc thập tự chinh thứ ba: Quốc vương Anh Richard I đánh bại Sultan Ai Cập Saladin trong trận Arsuf.
- 1689 – Đại biểu của Đại Thanh là Sách Ngạch Đồ và đại biểu của Nga là Golovin tại Nerchinsk ký kết điều ước phân định biên giới giữa hai bên.
- 1812 – Chiến tranh Pháp–Nga: Trận chiến đẫm máu nhất trong các cuộc chiến tranh của Napoléon diễn ra gần Moskva.
- 1893 – Genoa C.F.C. được thành lập bởi những người Anh với tên gọi "Genoa Cricket & Athletic Club", là câu lạc bộ bóng đá lâu đời nhất của Ý.
- 1901 – Phong trào Nghĩa Hòa Đoàn kết thúc.
- 1923 – Interpol được thành lập.
- 1936 – Cá thể chó sói Tasmania cuối cùng qua đời trong điều kiện nuôi nhốt ở vườn thú Hobart tại Úc.
- 1940 – Chiến tranh thế giới II: Không quân Đức thay đổi chiến thuật trong trận Không chiến tại Anh Quốc, bắt đầu oanh kích Luân Đôn và các thành thị của Anh trong hơn 50 đêm liên tiếp.
- 1945 – Đài Tiếng nói Việt Nam chính thức phát sóng chương trình phát thanh đầu tiên, trở thành cơ quan truyền thông đầu tiên của nước Việt Nam Dân chủ Cộng hòa.
- 1970 – Ngày phát sóng chương trình truyền hình đầu tiên của Ban biên tập Vô tuyến Truyền hình, Đài Tiếng nói Việt Nam – tiền thân của Đài Truyền hình Việt Nam
- 1986 – Desmond Tutu trở thành người da đen đầu tiên lãnh đạo Giáo hội Anh giáo Nam Phi.

## Sinh
- 1801 – Nguyễn Thị Bảo, phong hiệu Tứ giai Thục tần, phi tần của vua Minh Mạng (m. 1851)
- 1988 – Quỳnh Nga, nữ ca sĩ, diễn viên, MC người Việt Nam
- 1940 – Đặng Vũ Chư, cựu chính khách, bộ trưởng Việt Nam
- 1993 - Đặng Thị Lệ Hằng , Á Hậu 2 cuộc thi Hoa Hậu Hoàn Vũ Việt Nam 2015

## Mất
- 251 – Tư Mã Ý, quyền thần nhà Tào Ngụy (s. 179).
- 1962 – Eiji Yoshikawa, tiểu thuyết gia người Nhật (s. 1892).

## Những ngày lễ và kỷ niệm
- Ngày thành lập Đài Tiếng nói Việt Nam
- Ngày thành lập Đài Truyền hình Việt Nam